# Такла Гиоргис I
Такла Гиоргис I или Тэкле Гийоргис (геэз ተክለ ጊዮርጊስ; ок. 1751 — 12 декабря 1817), тронное имя Фекр Сагад, — император Эфиопии с перерывами в период с 20 июля 1779 года по июнь 1800 года и представитель Соломоновой династии. Он был младшим сыном Йоханныса II и вейзаро Санчевьер, а также братом Такла Хайманота II.
По мнению Свена Рубенсона, который описал Такла Гиоргиса как последнего императора, осуществлявшего власть единолично, «не без оснований он получил в эфиопской традиции прозвище Фисаме Менгист, „конец царства“». Такла правил в течение нескольких отдельных периодов из-за ссор с соперниками за корону, но в конце своей жизни постоянно стремился вернуться на трон.

## Описание внешности
Английский путешественник Натаниэль Пирс, живший в Эфиопии в 1810-х годах, был знаком с Такла Гиоргисом и описал императора в возрасте 66 лет следующим образом:
«высокий и плотного телосложения, всегда носит длинные волосы, заплетённые в косички; у него большие глаза, римский нос, небольшая борода и очень мужественное и выразительное лицо, хотя он большой трус»
У него тёмная, блестящая кожа, что очень необычно, так как… [его родители и брат] были очень светлокожими для абиссинцев… тогда как он, самый младший сын, тёмнокожий как красное дерево. Рас [то есть Уольде Селассие], который знал всю семью, часто отмечал это и повторял: «Чёрный снаружи и чёрный внутри».
Пирс продолжает свое описание на следующей странице, отмечая, что Такла Гиоргис
«необычайно гордится своей персоной: хотя на макушке у него небольшая лысина, ему удается заплетать и укладывать волосы длиной почти в пядь таким образом, чтобы скрыть лысину. Он всегда носит на лбу серебряную или золотую длинную шпильку для волос с большой головкой, называемую уолевер; а вокруг голени ниже лодыжки — цепочку из овальных серебряных или золотых бусинок, которые носят все женщины, богатые и бедные, которая называется алу».
Затем англичанин завершает своё описание рассказом о характере бывшего императора, написав: «Я начну с того, что заявлю простым языком, что он большой лжец и большой скряга, и с самого детства отличался переменчивым и лживым нравом и полным пренебрежением к клятвам». Пирс иллюстрирует это его отношением к Уольдэ Габриэлю, сыну раса Микаэля Сэуля, который восстановил его на троне после того, как расы Али и Мэру восстали против него: когда Уольдэ Габриэль возразил, что солдаты истощены после похода против мятежников и не могут идти дальше вместе с императором в Шоа, Такла Гиоргис сговорился с захваченными им врагами об аресте Уольдэ Габриэля и держал его в цепях, пока тот не выкупил себя «последней ценностью, которой владел».

## Жизнь
Будучи происхождением из амхара, Такла Гиоргис пять раз занимал и терял императорский трон после того, как Хайлу Адара и Кенфу Адам вывели его из королевской тюрьмы в Вахни и сделали императором в 1779 году. По словам Э. А. Уоллиса Баджа, император не пользовался популярностью с самого начала, и пока он не был свергнут в первый раз 8 февраля 1784 года расом Абето из Годжама, он был вынужден время от времени искать безопасного убежища у раса Уольдэ Сылассе.
Однако «Царская хроника» рисует совершенно иную картину: летописец алака Габру утверждает, что общественное мнение в Йебабе заставило Кенфу Адама возвысить Такла Гиоргиса. В первый год своего правления он и Кенфу Адам поссорились из-за поведения зятя Кенфу бэджиронда Цадалу Эгабета, который вскоре после своего назначения потерпел поражение в битве и у него отобрали знаки его должности — боевые барабаны нагарит. Затем союзник Кенфу Адама, Гадлу, поднял восстание в Уолькайте, и 14 января 1780 года император Такла Георгис выступил против Гадлу, осадив амбу мятежников и перекрыв доступ к водоснабжению амбы. Переговоры о капитуляции Гадлу тянулись с переменным успехом до 18 марта, когда Гадлу с небольшой группой своих людей бежал в Бергетту. В этот момент Такла Гиоргис был вынужден отступить, поскольку узнал, что Кенфу Адам привёз из Вахни бывшего императора Соломона II, чтобы тот стал его кандидатом вместо Такла Гиоргиса. Такла Гиоргис снялся с лагеря, чтобы противостоять этой угрозе, но получил известие, что один из других верных ему дворян, деджазмач Мэбарас Бокату, нанёс поражение Кенфу Адаму при Марьям Уэха 25 мая, и теперь и Кенфу Адам, и Хайлу Адара находятся под стражей.
Позднее, в 1780 году, Кенфу Адам сбежал из заточения и направился в Годжам; 4 ноября Такла Гиоргис выступил из Гондэра в погоню. К 27 июня 1781 года он достиг Дангилы, где узнал, что Кенфу Адам был снова схвачен. Хотя Кенфу Адам и его брат Хайлу Адара могли быть казнены за свои деяния, Такла Гиоргис из снисхождения приказал их ослепить.
В ноябре того же года Такла Гиоргис предпринял еще один поход в Уолло, намереваясь посетить Шоа и заставить её правителя Асфу Уосэна подчиниться ему. Именно во время этой кампании Такла Гиоргис приказал построить церковь Дэбрэ Мэтмак Марьям в Гондэре, поручив непосредственное управление ее строительством расу Айядару. Ричард Панкхёрст отмечает, что эта церковь является последним примером императорского покровительства в Гондэре в том столетии.
Первым шагом императора было обезопасить свой фланг от набегов враждебных оромо, которых он разбил при Вучале 14 марта 1782 года. В то же время ему пришлось подавить заговор против него, заковав в цепи деджазмача Уольдэ Габриэля. Но как только они достигли Бэшило, его люди взбунтовались из-за перспективы перехода в Шоа, и он был вынужден повернуть назад; через три недели он уже держал свой двор в Аринго. Дань от Асфы Уосэна, полученная им несколько месяцев спустя, стала малой компенсацией за эту неудачу.
Алака Габру продолжает хронику Такла Гиоргиса только до начала пятого года его правления, или до середины октября 1782 года; с этого момента «Царская хроника» продолжается с биографии одного из военачальников эпохи князей, Хайлу Эште. О лишении Такла Гиоргиса престола рассказывается кратко: рас Али I и рас Хайле Йосадык сговорились свергнуть императора. Такла Гиоргис выступил из Гондэра в Годжам, где он рассчитывал сначала разобраться с расом Хайлу, но Хайлу удалось ускользнуть от него и пересечь Абай, чтобы присоединиться к расу Али. Император отступил через Абай в Афаруанат, где был разбит в битве и вынужден был бежать в изгнание на амбу Селл. Отношения с расом Али I испортились женитьбы Такла Гиоргиса на Тешен, дочери раса Гебре из Сымена. Рас Али, опасаясь за свое положение, напал на императора и низложил его. Такла Гиоргис бежал к своему тестю в Сымен.

## Второе правление
До того, как Такла Гиоргис был восстановлен в качестве императора 24 апреля 1788 года, на престол претендовали два соперника: Иясу и Баэда Марьям, которых поддерживали соперники раса Али. До потери им трона 26 июля 1789 года Такла Гиоргис был одним из шести императоров, правивших Эфиопией в 1788 и 1789 годах — другими тремя были Иясу III, Тэкле-Хайманот и Хызкияс.

## Третье правление
В январе 1794 года Такла Гиоргис разгромил военачальника раса Хайле Йосадыка и вновь стал императором. Он отправился в провинцию Дэмбия в северо-западной части Бэгемдыра, чтобы заручиться поддержкой деджазмача Гадлу, но деджазмач не принял его; однако рас Алигаз, брат раса Али, имевший большую армию, расположившуюся лагерем в Чат Уэха, всё же принял его, и с его помощью Такла Гиоргис смог удержать трон до 15 апреля 1795 года.

## Более поздние периоды правления
Такла Гиоргис был восстановлен на престоле в четвёртый раз в декабре 1795 года и оставался императором до 20 мая 1796 года. Пятый период его правления на посту императора продолжался с 4 января 1798 года до 20 мая 1799 года, а последний — с 24 марта 1800 года по июнь того же года. Оставшуюся часть жизни он прожил в Вальдеббе и Тыграе.
Несмотря на то, что императорский трон давал мало власти и доходов, Такла Гиоргис продолжал работать над своим возвращением на него. Пирс вспоминает, как, по общему мнению, во время его жизни в Эфиопии ожидался возврат расом Уольдэ Сылассе престола Такла Гиоргису. Он отмечает встречу бывшего императора и раса в Аксуме 17 января 1814 года, но рас отказался помочь бывшему правителю. Затем Такла Гиоргис отправился ко двору соперника Уольдэ Сылассе, раса Гэбрэ, и сеял раздор между ними обоими до тех пор, пока Уольдэ Сылассе не встретился с Гэбрэ и у него не открылись глаза; рас Уольдэ Сылассе арестовал Такла Гиоргиса, а затем сослал его в Аксум, где тот находился под пристальным наблюдением до самой смерти раса. Бежав в Аксум после смерти своего покровителя раса, Пирс обнаружил, что бывший царь преуспевает в этом городе, продавая дворянские титулы победоносным военачальникам в обмен на долю их добычи; только Сабагадис отказался принять участие в этой торговле. Он умер естественной смертью в Аксуме и был похоронен на кладбище церкви Марии Сионской в этом городе.